# تايلور هوارد
تايلور هوارد (بالإنجليزية: Taylor Howard)‏ هو مهندس أمريكي، ولد في 5 أبريل 1932، وتوفي في 13 نوفمبر 2002.